# Rathaus Weißenfels

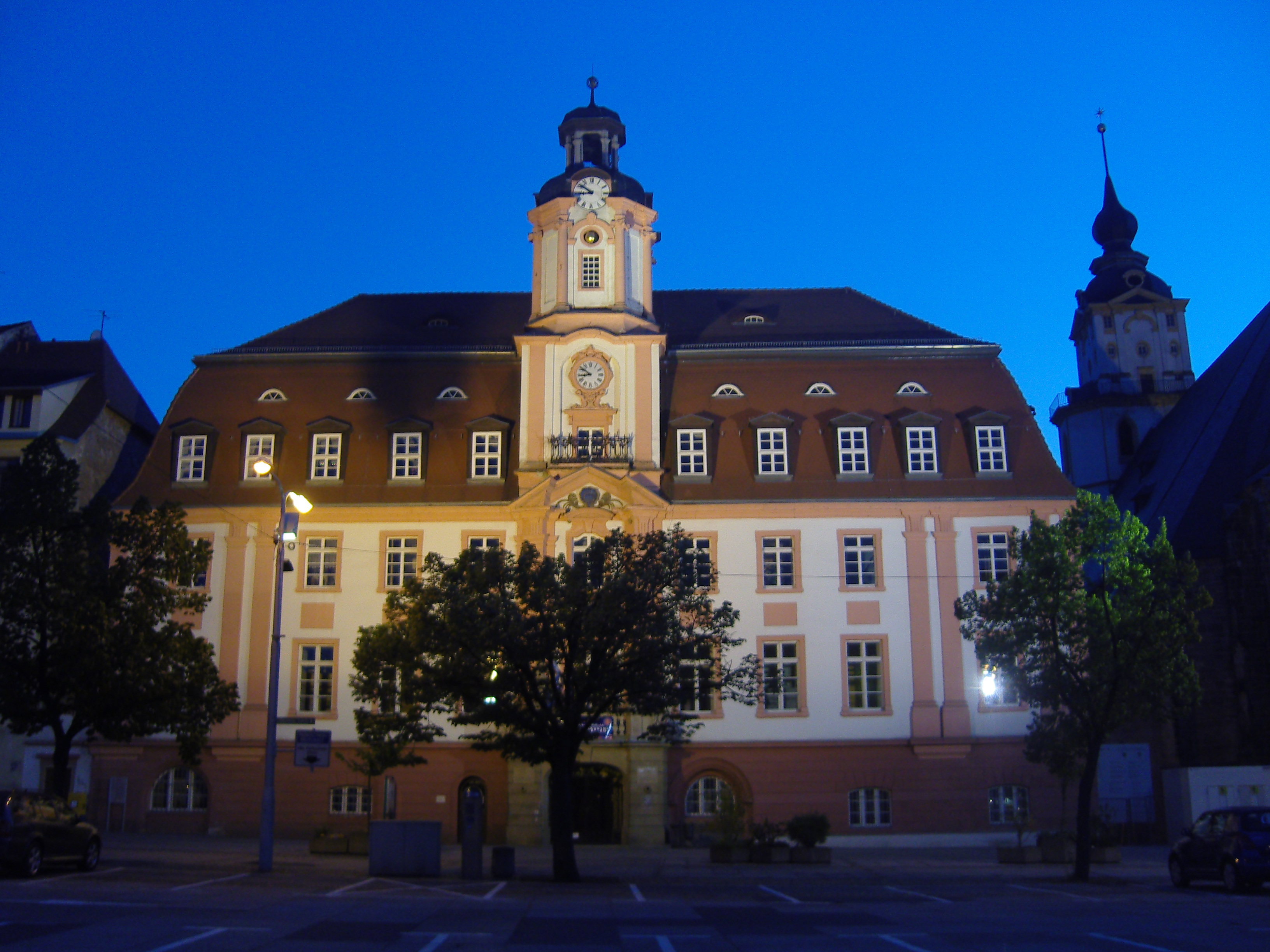
Das Rathaus in Weißenfels bei Nacht

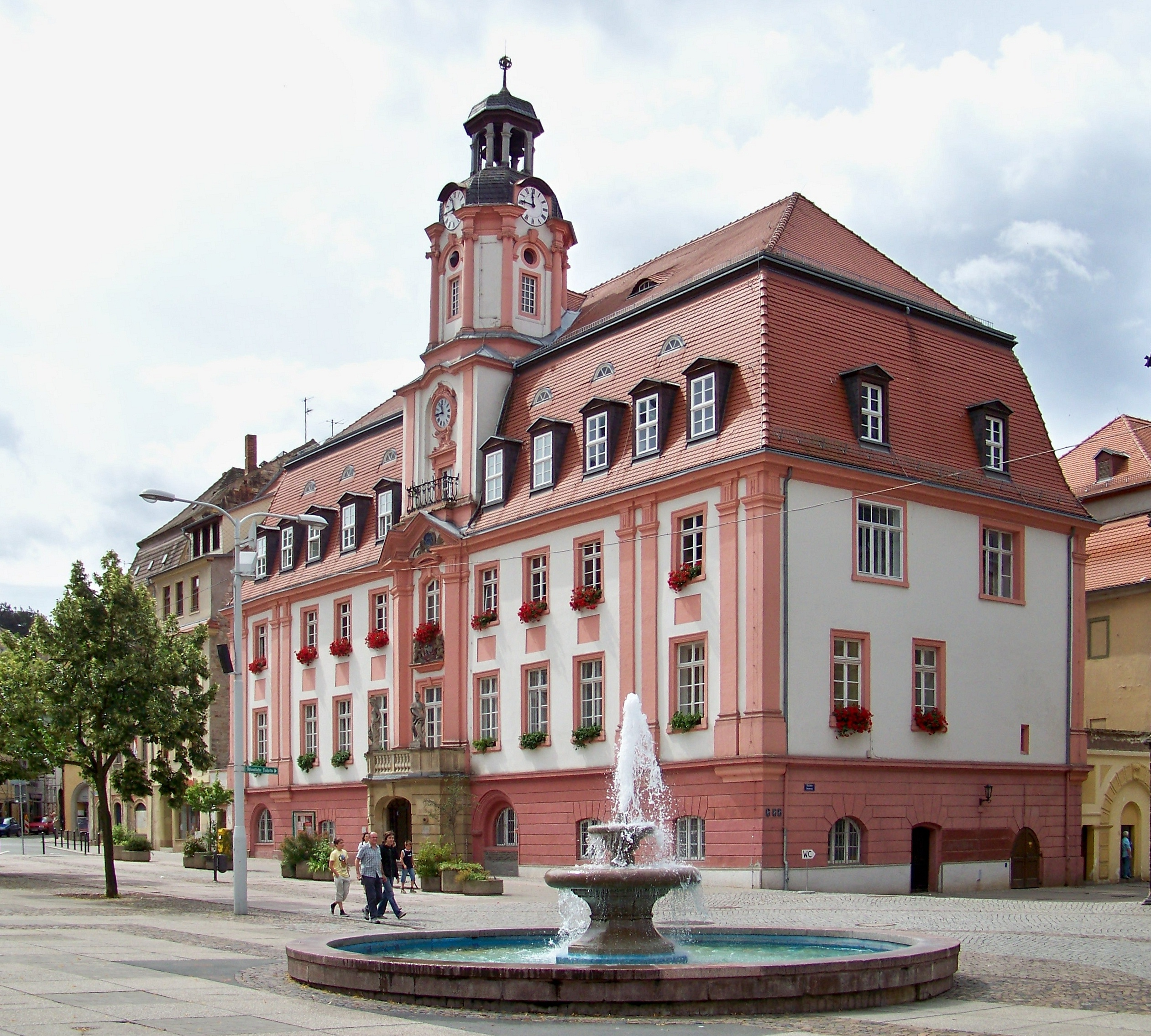
Das Rathaus in Weißenfels

Das Rathaus von Weißenfels ist ein denkmalgeschütztes Gebäude in der Stadt Weißenfels in Sachsen-Anhalt. Im örtlichen Denkmalverzeichnis ist das Gebäude unter der Erfassungsnummer 094 11358 als Baudenkmal verzeichnet.
Beim Gebäude unter der Adresse Markt 1 in Weißenfels handelt es sich um das Rathaus der Stadt und ist der zweite Neuaufbau des Gebäudes. Bei einem Stadtbrand im Jahr 1663 brannte das ursprüngliche Rathaus bis auf die Grundmauern nieder. Es erfolgte ein Wiederaufbau des Gebäudes.
Der Baumeister Christian Richter errichtete dort 1690 den Rathausturm mit einer Turmuhr neu.
Bei einem weiteren Stadtbrand im Jahr 1715 wurde der Bau erneut beschädigt. Diesmal traf es nur die oberen Stockwerke. Der Baumeister Johann Christoph Schütze baute es 1718/22 im Barockstil wieder auf. Dabei wurden die noch erhalten gebliebenen Teile des Vorgängerbaus in den Neubau mit einbezogen. Nach der Fertigstellung diente das Gebäude wieder als Verwaltungssitz der Stadt Weißenfels. Der Baumeister für den zweiten Neuaufbau war Christoph Schütze. Aufgrund statischer Probleme, die im Jahr 2012 festgestellt wurden, wird das Gebäude nicht von der Verwaltung genutzt. Über das Stark V Investitionsförderprogramm erhielt die Stadt Weißenfels zwei Millionen Euro vom Bund und vom Land zur Sanierung des Gebäudes. 90 % der Fördersumme kommen vom Bund und die restlichen 10 % vom Land Sachsen-Anhalt. Nach der Sanierung des Gebäudes ist eine erneute Nutzung durch die Stadtverwaltung vorgesehen.
Am Rathausturm sind drei Uhren angebracht, zwei Stundenuhren und eine Mondphasenuhr. Über dem Haupteingang des Gebäudes befindet sich ein kleiner Balkon mit zwei Skulpturen aus Sandstein. Bei diesen Skulpturen handelt es sich um Justitia und Minerva. Direkt darüber wird das Stadtwappen von zwei Wettiner Löwen gehalten. Am Gebäude befinden sich verschiedene barocke Schmuckelemente. Im oberen Turmbereich zeigt eine zweifarbige Kugel als Monduhr die Mondphasen an. Der dreigeschossige Dachstuhl wurde von einer Theatergruppe als Proberaum genutzt.